# Lu (stát)

Čínské státy v 5. století př. n. l. na přelomu období Letopisů (Jar a podzimů) a období Válčících států

Stát Lu (čínsky pchin-jinem Lǔ, znaky zjednodušené 鲁, tradiční 魯) byl jeden z čínských států existujících v období Jar a podzimů (722–481 př. n. l.) a období válčících států (481–212 př. n. l.).

## Historie
Založil ho a prvním vévodou z Lu se stal v polovině 11. století př. n. l. Ťi Po-čchin, syn Ťi Tana, vévody z Čou. Vévoda z Čou byl bratr Wu-wanga, prvního čouského krále a regent za jeho syna, vyzdvihovaný Konfuciem jako vzorný státník.
Hlavním městem Lu bylo Čchü-fu, stát zahrnoval střední a jihozápadní část současné provincie Šan-tung. Zpočátku své existence hrál významnou roli při prosazování čouské kontroly na vzdáleným východem země, tehdy sousedil s nečínskými státy Laj a Sü. V období Jar a podzimů zprvu patřil k silným státům a soupeřil se severnějším Čchi a jižnějším Sung. Postupně Čchi zesílilo a moc v Lu získaly tři vedlejší větve vévodského rodu, rody Ťi-sun (季孫), Meng-sun (孟孫), Šu-sun (叔孫). Až vévoda Mu (vládl 408–377 př. n. l.) dokázal vrátit moc do rukou panovníka. Lu však už zůstalo malým a slabým státem mezi mocným Čchi na severu a Čchu na jihu. Nakonec roku 249 př. n. l. čchuský král Kchao-lie Lu obsadil a anektoval.
Lu byl domovský stát filozofů Konfucia a Mo-c’a, i proto měl kulturní vliv přesahující jeho vojensko-politickou sílu.